# Красновка (Сакский район)
 Красновка (до 1945 года Ротендорф; укр. Краснівка, крымскотат. Rotendorf, Ротендорф) — исчезнувшее село в Сакском районе Республики Крым (согласно административно-территориальному делению Украины — Автономной Республики Крым), располагавшееся на северо-западе района, в степном Крыму, примерно в 3,5 км северо-западнее села Огневое.

## История
Еврейский переселенческий участок № 17 был образован, видимо, в середине 1930-х годов, уже после создания 15 сентября 1931 года Фрайдорфского (переименованного в 1944 году в Новосёловский) еврейского национального района (лишённого статуса национального постановлением Оргбюро ЦК КПСС от 20 февраля 1939 года). Время присвоения селу название Ротендорф (встречался вариант Ратендорф) и учреждения Ротендорфского сельсовета пока не установлено, известно, что на 1940 год он уже существовал. Вскоре после начала Великой Отечественной войны часть еврейского населения Крыма была эвакуирована, из оставшихся под оккупацией большинство расстреляны. В сентябре — октябре 1941 года, во время обороны Крыма, у села был создан аэродром, на котором базировались истребители 13-го авиаполка ВВС 51-й армии.
После освобождения Крыма, 12 августа 1944 года было принято постановление № ГОКО-6372с «О переселении колхозников в районы Крыма» и в сентябре 1944 года в район приехали первые новосёлы (150 семей) из Киевской и Каменец-Подольской областей, а в начале 1950-х годов последовала вторая волна переселенцев из различных областей Украины. С 25 июня 1946 года Ротендорф в составе Крымской области РСФСР Указом Президиума Верховного Совета РСФСР от 21 августа 1945 года Ротендорф был переименован в Красновку и Ротендорфский сельсовет — в Красновский. 25 июля 1953 года Новоселовский район был упразднен и село включили в состав Сакского. 26 апреля 1954 года Крымская область была передана из состава РСФСР в состав УССР. Время упразднения сельсовета и включения в состав Кольцовского пока не установлено: на 15 июня 1960 года село уже числилось в его составе.
Указом Президиума Верховного Совета УССР «Об укрупнении сельских районов Крымской области», от 30 декабря 1962 года село присоединили к Евпаторийскому району. 1 января 1965 года, указом Президиума ВС УССР «О внесении изменений в административное районирование УССР — по Крымской области», Евпаторийский район был упразднён и село включили в состав Сакского (по другим данным — 11 февраля 1963 года).
Решеннием Верховного Совета АРК от 26 апреля 2000 года село Красновка Кольцовского сельсовета исключено из учетных данных.